# Rurik (cruzador de 1906)
O Rurik (Рюрик) foi um cruzador blindado operado pela Marinha Imperial Russa. Sua construção começou em agosto de 1905 nos estaleiros britânicos da Vickers, Sons & Maxim em Barrow-in-Furness, e foi lançado ao mar em novembro do ano seguinte, sendo entregue para a frota russa em setembro de 1908. Era armado com uma bateria principal composta por quatro canhões de 254 milímetros montados em duas torres de artilharia duplas, tinha um deslocamento normal de mais de quinze mil toneladas e alcançava uma velocidade máxima de 21 nós (39 quilômetros por hora).
O Rurik teve um início de carreira tranquilo e passou seus primeiros anos de serviço atuando no Mar Báltico. A Primeira Guerra Mundial começou em meados de 1914 e o navio operou com os outros cruzadores da frota, atacando posições alemãs e também participando de operações de criação de campos minados. Entrou em combate apenas uma única vez sua carreira, na Batalha da Gotlândia em julho de 1915. Nesta, enfrentou sem sucesso três cruzadores alemães e foi alvejado várias vezes, porém não foi seriamente danificado e sua presença fez os alemães recuarem.
A embarcação bateu em uma mina naval alemã em novembro de 1916 e foi seriamente danificada, passando meses sob reparo. A Revolução Russa estourou durante esse período e o Rurik acabou tomado pelos bolcheviques no final de 1917. A Rússia saiu da guerra no início de 1918 e o navio foi atracado em Kronstadt em outubro, onde permaneceu inativo pelos três anos seguintes se deteriorando. Estava em condições muito ruins em novembro de 1923 e assim a Frota Naval Militar Soviética decidiu descartá-lo, sendo rebocado para Petrogrado e desmontado entre 1924 e 1925.

## Desenvolvimento
A Marinha Imperial Russa realizou em 1904 uma competição de projeto que pediu propostas de vários estaleiros nacionais e estrangeiros para um novo cruzador blindado. O deslocamento máximo foi fixado em quinze mil toneladas, mais do que o dobro da predecessora Classe Bayan. A vencedora em junho de 1905 foi a britânica Vickers, Sons & Maxim e ela apresentou várias propostas, incluindo uma armada com doze canhões de 254 milímetros. Os russos acabaram escolhendo um navio ligeiramente menor com deslocamento de aproximadamente 13,7 mil toneladas com quatro canhões de 254 milímetros e doze de 203 milímetros, mais um armamento defensivo de vinte armas de 76 milímetros.
Experiências da Guerra Russo-Japonesa levaram a refinamentos do projeto. Canhões de 120 milímetros substituíram os 76 milímetros porque estas não eram poderosas o bastante para enfrentar os mais modernos barcos torpedeiros e contratorpedeiros. Quatro canhões de 203 milímetros foram removidos para economizar peso. A blindagem lateral provou-se importantíssima na guerra e foi aumentada no novo navio. O deslocamento aumentou em 1,5 mil toneladas apesar das medidas de redução de peso. A Marinha Imperial planejava construir outros dois cruzadores do mesmo projeto em estaleiros nacionais, mas esses planos foram abandonados por conta de problemas orçamentários, o advento de novas turbinas a vapor e a chegada dos cruzadores de batalha britânicos da Classe Invincible em 1907.
O Rurik foi considerado por historiadores como um bom projeto, mesmo com o surgimento dos mais poderosos cruzadores de batalha. N. J. M. Campbell afirmou que era "o melhor navio grande construído pela Marinha Russa até 1905", com Campbell e Anthony Watts afirmando que fora um dos melhores cruzadores blindados construídos.

## Projeto

### Características

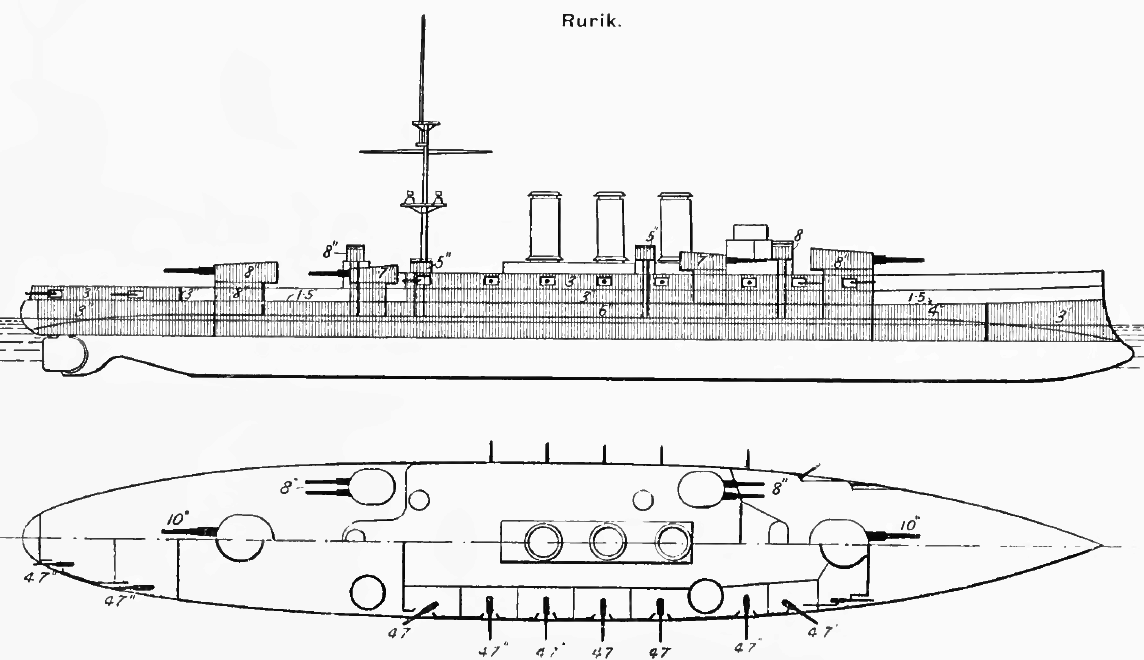
Desenho do Rurik

O Rurik tinha 149,4 metros de comprimento entre perpendiculares, 157,6 metros de comprimento da linha de flutuação e 161,23 metros de comprimento de fora a fora. Tinha uma boca de 22,86 metros, calado de 7,92 metros e deslocamento normal de 15 430 toneladas. Seu castelo de proa estendia-se até o mastro principal e o casco incorporava uma proa com rostro. A superestrutura consistindo apenas na torre de comando principal à vante com uma ponte de comando e uma torre de comando secundária menor à ré.
Foi finalizado apenas com um mastro de poste colocado pouco à frente da torre de comando secundária, mas um mastro de vante também de poste foi instalado em cima da torre de comando principal na época em que entrou em serviço em 1909. O mastro de vante substituído por volta de 1917 por um mastro em tripé mais firme para aguentar uma gávea usada na observação dos disparos de seus canhões. A direção era controlada por um único leme. Sua tripulação era formada por 26 oficiais e 910 marinheiros.
O sistema de propulsão consistia em em dois motores a vapor verticais de tripla expansão, cada um girando uma hélice. O vapor para os motores vinha de 28 caldeiras de tubos d'água Belleville a carvão cuja exaustão era canalizada para três chaminés localizadas à meia-nau uma atrás da outra. A potência indicada do sistema era de vinte mil cavalos-vapor (14,7 mil quilowatts) para uma velocidade máxima de 21 nós (39 quilômetros por hora). O cruzador podia carregar até 1 950 toneladas de carvão, o que proporcionava uma autonomia de 6,1 mil milhas náuticas (11,3 mil quilômetros) navegando a uma velocidade econômica de dez nós (dezenove quilômetros por hora).

### Armamento

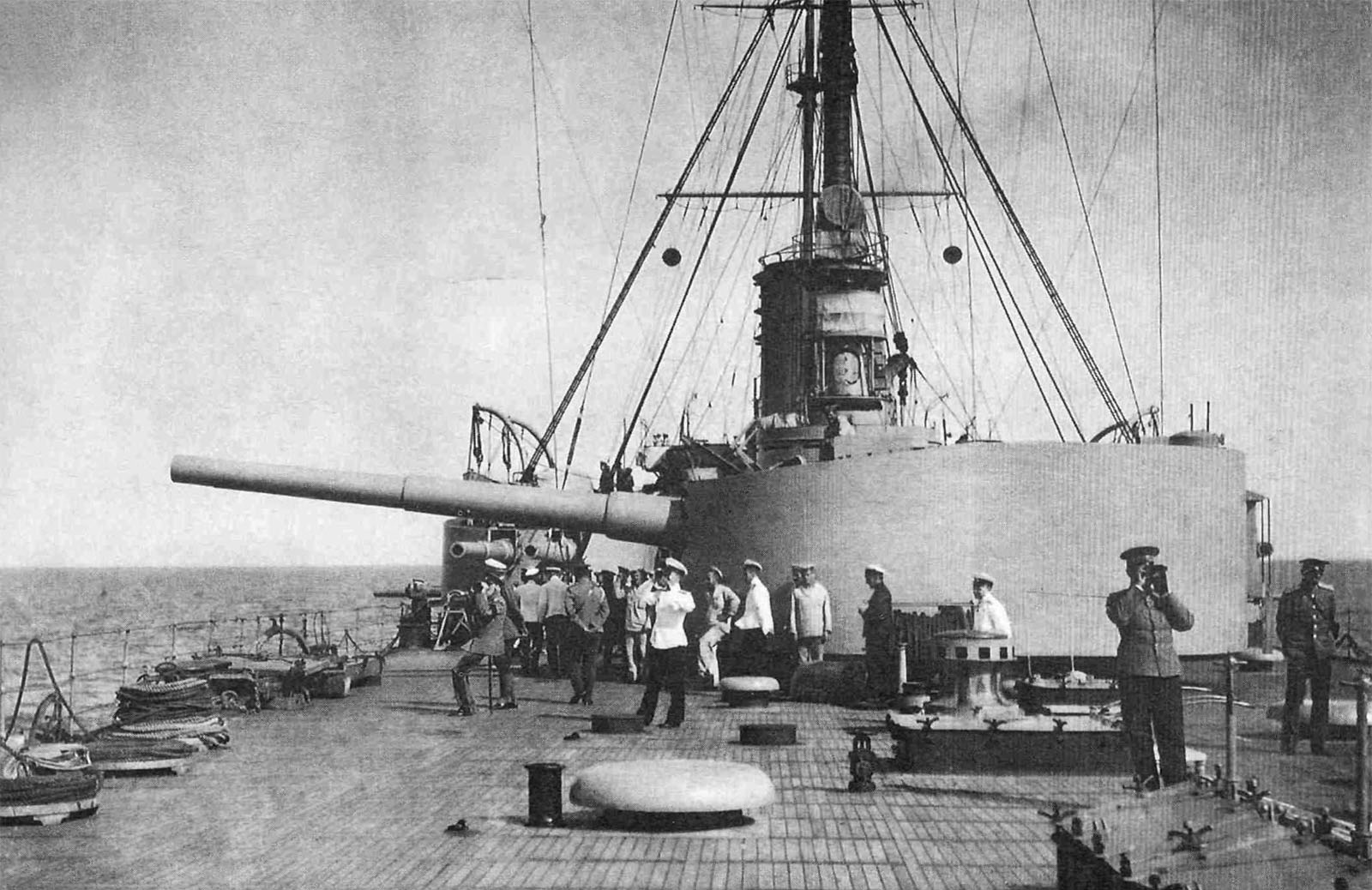
A segunda torre de artilharia principal do Rurik em julho de 1911

A bateria principal do Rurik consistia em quatro canhões calibre 50 de 254 milímetros montados em duas torres de artilharia duplas, uma instalada à vante e outra à ré na linha central. Estas armas e torres foram projetadas pela Vickers especificamente para o navio. As torres tinham um formato oval e ficavam em cima de uma câmara que lidava com os projéteis e cargas de propelentes trazidas do depósito de munição abaixo. Um conjunto de guindastes levava as munições dos depósitos para a câmara, enquanto outro conjunto os transferia para as torres. Outras medidas de segurança incluíam um sistema de chuveiros automáticos e medidas para que os depósitos fossem inundados rapidamente em caso de um incêndio sério. As armas disparavam projéteis perfurantes ou altamente explosivos de 225,2 quilogramas a uma velocidade de saída de 899 metros por segundo. A uma elevação máxima de 21 graus, o alcance máximo dos projéteis perfurantes era de 22 224 metros e dos altamente explosivos era de 18 520 metros. Os canhões precisavam abaixar para entre cinco graus negativos e oito graus para poderem ser recarregados. A cadência de tiro era de dois disparos por minuto.
O armamento secundário tinha oito canhões Padrão 1905 calibre 50 de 203 milímetros montados em quatro torres de artilharia duplas, estas localizadas nas pontas da superestrutura, duas em cada lateral. Essas armas também eram projetos da Vickers, porém já tinham sido usadas em vários couraçados pré-dreadnought russos. Disparavam projéteis semiperfurantes de 139,2 quilogramas a uma velocidade de saída de 792,5 metros por segundo. Tinham um alcance de 15 729 metros a uma elevação de quinze graus; os canhões podiam abaixar até cinco graus negativos e elevar até 25 graus, porém o alcance de disparo para a elevação máxima é desconhecido. As torres secundárias eram bem semelhantes às principais, mas as armas podiam se recarregadas em qualquer ângulo. A cadência de tiro era de três disparos por minuto.
A defesa contra barcos torpedeiros consistia em vinte canhões calibre 50 de 120 milímetros montados em casamatas individuais. Dezesseis ficavam no convés do castelo de proa agrupados ao redor da superestrutura, enquanto os quatro restantes ficavam na popa. Disparavam projéteis semiperfurantes de 28,97 quilogramas a uma velocidade de saída de 792,5 metros por segundo, tendo um alcance de 13 718 metros a uma elevação de 19,5 graus. A cadência de tiro era de oito disparos por minuto. Quatro canhões Hotchkiss calibre 43 de 47 milímetros finalizavam o armamento. Também foi armado com quatro tubos de torpedo de 450 milímetros. Levava inicialmente um carregamento de torpedos M1908 com uma ogiva de 95 quilogramas. Estes tinham duas configurações de velocidade e alcance: 38 nós (setenta quilômetros por hora) para um quilômetro ou 27 nós (cinquenta quilômetros por hora) para dois quilômetros. Os torpedos M1908 foram posteriormente substituídos pelo modelo M1912 com uma ogiva de cem quilogramas. A performance destes era muito melhor: 43 nós (oitenta quilômetros por hora) para dois quilômetros ou trinta nós (56 quilômetros por hora) para cinco quilômetros.

### Blindagem
A blindagem do Rurik era feita de placas de aço cimentado Krupp. Seu cinturão principal ficava 2,36 metros acima da linha de flutuação e 1,5 metro abaixo. Sua seção principal ficava entre as barbetas das torres de artilharia principais e tinha 152 milímetros de espessura, diminuindo para 138 milímetros na extremidade superior e 104 milímetros na inferior. À vante da seção principal a espessura diminuía para 102 milímetros com uma extremidade inferior de 76 milímetros, enquanto à ré a espessura era uniforme em 76 milímetros. A seção de ré do cinturão não chegava na extremidade da popa, em vez disso terminando em uma antepara transversal de 76 milímetros. Acima do cinturão ficava uma camada de proteção de 76 milímetros que cobria os armamentos terciários. Havia três conveses blindados: o inferior tinha 25 milímetros de espessura com laterais inclinadas de 38 milímetros que se conectavam à extremidade inferior do cinturão principal, o convés principal tinha 38 milímetros e acima deste o teto das casamatas tinha 25 milímetros.
A torre de comando tinha laterais de 203 milímetros. As torres de artilharia principais tinham frentes e laterais de 203 milímetros e tetos de 64 milímetros, ficando em cima de barbetas com espessura máxima de 180 milímetros. A espessura da barbeta diminuía atrás do cinturão principal para cinquenta a 115 milímetros. As torres de artilharia secundárias tinham frentes e laterais de 180 milímetros e tetos de cinquenta milímetros. Suas barbetas tinham 152 milímetros acima do cinturão e 38 a 76 milímetros abaixo. A proteção subaquática consistia em uma antepara antitorpedo de 38 milímetros, ficando a uma distância de 3,4 metros da parede externa do navio. Essa antepara cobria a cidadela.

## Carreira

### Tempos de paz

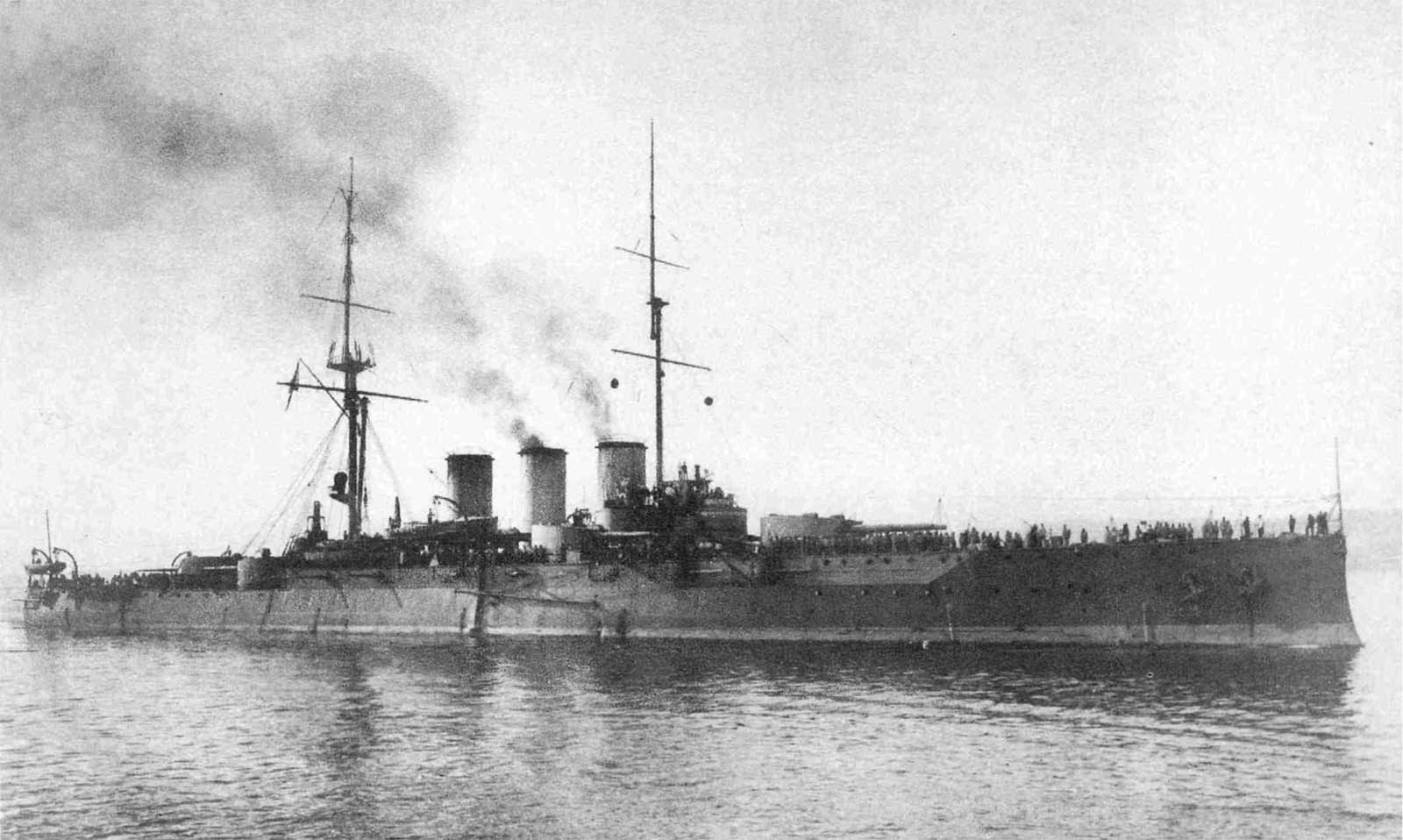
O Rurik em 1911

O batimento de quilha do Rurik ocorreu em 22 de agosto de 1905 nos estaleiros da Vickers, Sons & Maxim em Barrow-in-Furness, no Reino Unido, sendo lançado ao mar em 17 de novembro de 1906. Fraquezas estruturais foram reveladas durante testes de artilharia em 1907, mas a Marinha Imperial decidiu consertar esses defeitos apenas depois de sua entrega para que assim sua finalização não fosse adiada. Os testes incluíram disparar trinta projéteis de dois canhões de 254 milímetros, outros trinta de duas armas de 203 milímetros e quinze dos canhões de 120 milímetros. O navio excedeu sua velocidade e potência projetadas durante testes de velocidade ocorridos em 1908. O cruzador foi finalizado em setembro de 1908 e entregue para a Marinha Imperial. Viajou para a Rússia e foi enviado para o estaleiro de Kronstadt a fim de passar por modificações estruturais no casco para corrigir os defeitos de projeto. Depois disso operou no Mar Báltico pelos dois anos seguintes, sendo enviado para um cruzeiro pelo Mar Mediterrâneo em julho de 1910. Voltou para o Báltico e permaneceu na região por mais três anos. A partir de 1913 atuou como a capitânia da Frota do Báltico.

### Primeira Guerra Mundial

#### Primeiras ações
A Primeira Guerra Mundial começou em julho de 1914 e na época a Marinha Imperial ainda não tinha terminado a construção dos novos couraçados da Classe Gangut e dos cruzadores de batalha da Classe Borodino, deixando o Rurik e os navios da Classe Bayan como os principais elementos da Frota do Báltico. Estes cruzadores tiveram que realizar a maioria das operações navais contra a significativamente mais poderosa Marinha Imperial Alemã. O Rurik era na época a capitânia do almirante Nikolai von Essen, o comandante de todas as forças navais russas no Báltico. O comandante do cruzador era inicialmente o capitão 1ª patente Mikhail Bakhirev. O Rurik e o cruzador blindado Pallada fizeram uma surtida em 27 de agosto pelo Báltico ocidental, passando próximos de Bornholm na Dinamarca e Danzig na Alemanha, porém não encontraram nenhuma embarcação inimiga. A operação melhorou a moral da Frota do Báltico, porém o imperador Nicolau II não concedeu a Essen a liberdade de manobra que este queria para procurar um confronto com a frota alemã. Os russos mesmo assim conquistaram uma enorme vitória de inteligência nesse mesmo mês quando o cruzador rápido alemão SMS Magdeburg encalhou em território russo e seus livros de código foram recuperados, permitindo que a Marinha Imperial Russa decodificasse as transmissões sem fio alemãs.

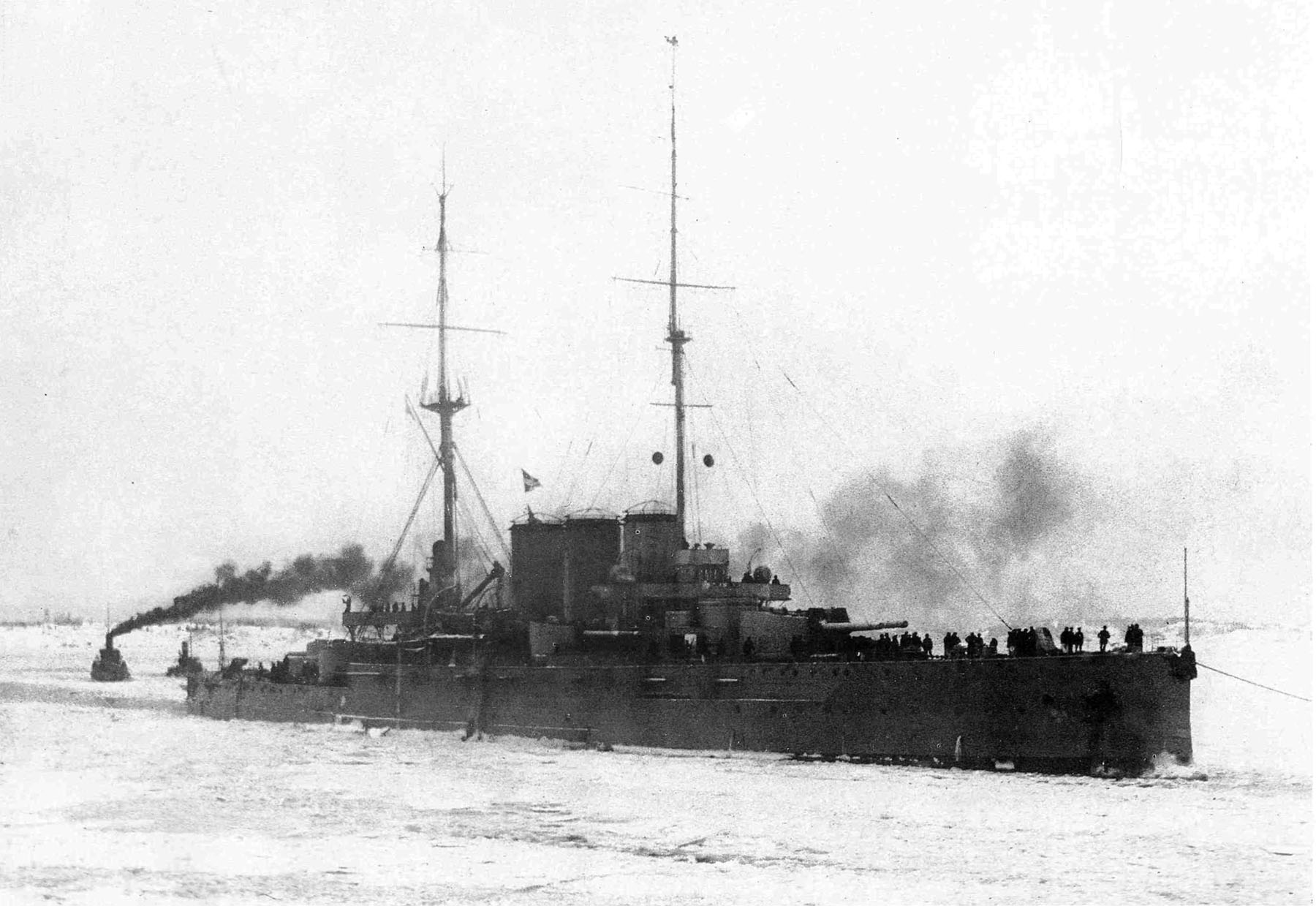
O Rurik em 1915

O Rurik foi modificado em novembro com o objetivo de também atuar como um lança-minas. Realizou sua primeira operação nessa função em 14 de dezembro sob o comando do almirante Ludvig Kerber e na companhia dos cruzadores blindados Admiral Makarov e Bayan, enquanto outros dois cruzadores deram cobertura para outra operação de criação de campos minados mais ao norte. O Rurik criou um campo com 120 minas navais perto de Danzig. O navio zarpou em outra missão de criação de campos minados em 12 de janeiro de 1915, novamente junto com o Bayan e o Admiral Makarov. Os três cruzadores criaram vários campos minados perto de Rúgia pelos dois dias seguintes; isto foi o mais longe ao oeste que os russos se aventuraram na guerra. Este campo minado posteriormente danificou os cruzadores rápidos alemães SMS Augsburg e SMS Gazelle, este último além de qualquer possibilidade de reparo.
O navio escoltou um grupo de lança-minas em 13 de fevereiro para criar outro campo minado próximo de Danzig, porém encalhou ao leste da Gotlândia e foi seriamente danificado, forçando os russos a cancelarem a operação. Aproximadamente 2,4 mil toneladas de água entraram no Rurik, porém ele conseguiu se libertar sozinho e voltar para Reval por conta própria. Passou por reparos em Kronstadt, tendo ficado fora de ação por 89 dias. Nesta altura, os quatro couraçados da Classe Gangut já tinham entrado em serviço e assim a frota foi reorganizada. O Rurik foi designado para o Grupo 5 junto com o Bayan e o Admiral Makarov, parte da 1ª Brigada de Cruzadores. Estes navios continuaram a realizar a maioria das operações ofensivas, pois os novos couraçados eram considerados muitos valiosos para serem colocados em perigo. Eles em vez disso foram usados para proteger o Golfo da Finlândia.

#### Batalha da Gotlândia
O comando naval russo planejou no final de junho uma operação de bombardeio para dar apoio à guarnição em Vindau durante um ataque alemão. Os planos iniciais eram de um ataque contra Rostock, bem atrás das linhas alemãs, parcialmente para demonstrar a força da frota russa, porém o vice-almirante Vasili Kanin, que tinha substituído Essen, não deu permissão para o Rurik navegar tão longe em território inimigo. Desta forma o alvo da operação foi mudado para Memel. Bakhirev, nesta altura contra-almirante, comandou a força de bombardeio, cujo composição não é conhecida com certeza. Segundo o historiador Paul Halpern, era formada pelos cruzadores blindados Admiral Makarov e Bayan mais os cruzadores protegidos Bogatyr e Oleg, com um grupo de submarinos navegando à vante e o Rurik e o contratorpedeiro Novik dando cobertura. Já Gary Staff afirmou que o Rurik, Oleg e Bogatyr realizariam o bombardeio enquanto o Admiral Makarov e o Bayan dariam cobertura. Seja como for, os navios zarparam pouco depois da meia-noite de 1º de julho. Neblina espessa forçou Bakhirev a cancelar o bombardeio já que não podiam mais localizar Memel com segurança e os cruzadores se separaram do Rurik e Novik.

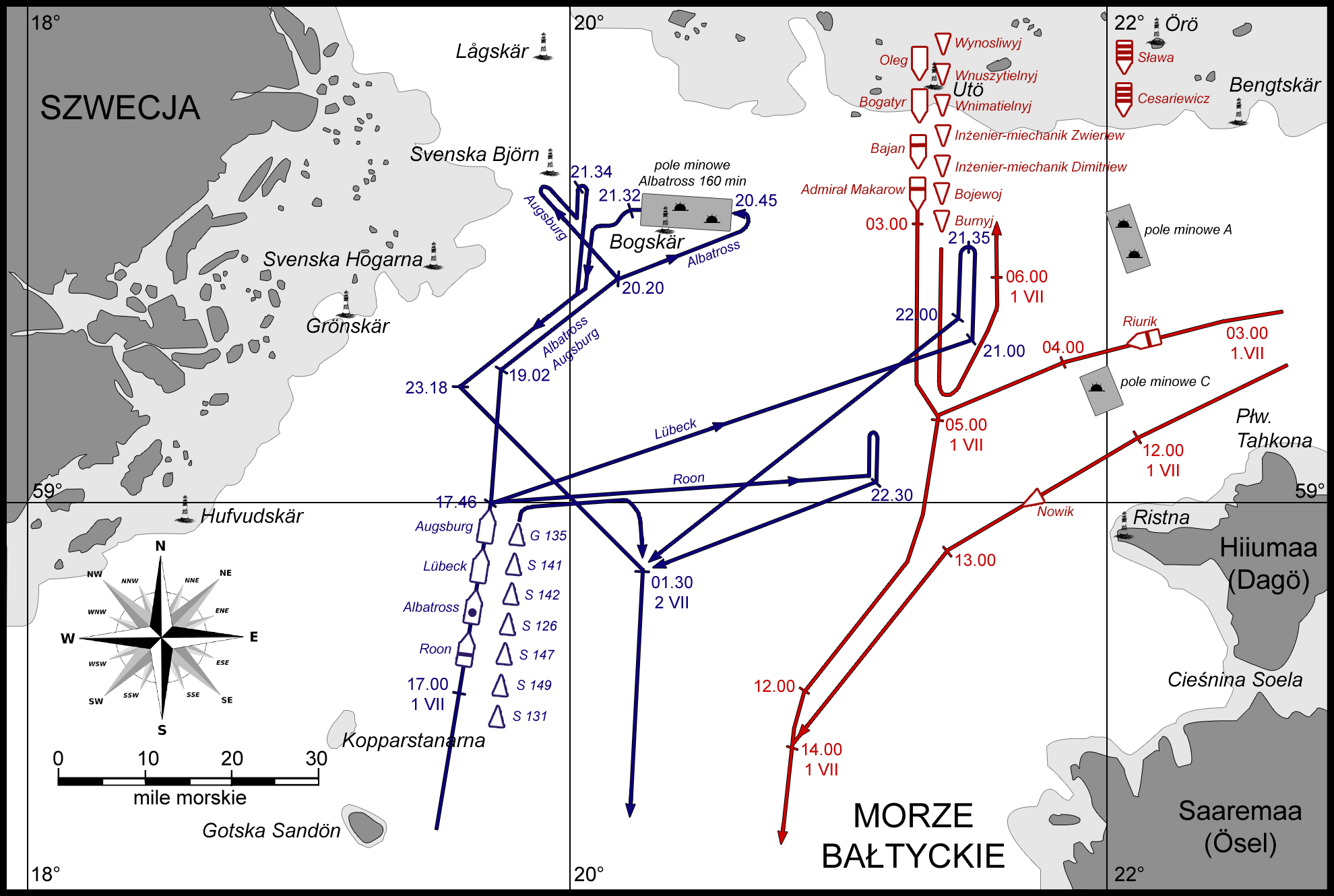
Movimentações russas (vermelho) e alemãs (azul) na batalha

Bakhirev planejou fazer outra tentativa na manhã seguinte, mas enquanto voltava para Riga descobriu de transmissões interceptadas e decodificadas alemãs que estes estavam naquele mesmo momento realizando uma operação de criação de campos minados, assim decidiu interceptá-los e emboscá-los. Ele navegou para o sul com o Admiral Makarov, Bayan, Bogatyr e Oleg e foi guiado pelas transmissões interceptadas. A flotilha alemã era formada por um cruzador blindado, dois cruzadores rápidos, um lança-minas e sete barcos torpedeiros. Os dois lados fizeram contato às 6h30min, iniciando a Batalha da Gotlândia. Os alemães imediatamente viraram para fugir enquanto os russos concentraram seus disparos no lança-minas SMS Albatross, forçando-o a encalhar.
O Rurik chegou na área às 9h45min, porém inicialmente não encontrou embarcações amigas ou inimigas e assim o capitão 1º patente Alexander Pishnov decidiu ir para o norte procurar pelos cruzadores de Bakhirev, mas pouco depois encontrou o cruzador rápido alemão SMS Lübeck. Os dois rapidamente abriram fogo; o Rurik era significativamente mais poderoso, porém não conseguiu acertar seu alvo e acabou atingido dez vezes. Um acerto iniciou um incêndio no convés de proa e um quase acerto fez com que um jorro de água danificasse o telêmetro de vante. Os projéteis alemães de 105 milímetros não eram poderosos o bastante para penetrar sua blindagem, mas mesmo assim foram capazes de incapacitar temporariamente uma das torres de artilharia principais quando a fumaça de um dos acertos ameaçou sufocar os artilheiros.
O cruzador blindado alemão SMS Roon interveio e ordenou que o Lübeck recuasse, com o Rurik cessando fogo às 10h04min. O navio russo então foi atacar o Roon, que nesta altura tinha a companhia do Augsburg, abrindo fogo a uma distância de quinze a dezesseis quilômetros. O Rurik novamente não conseguiu acertar o alvo, mas atingido na torre de comando de ré, com a superestrutura ao redor sendo danificada. O cruzador alemão tentou recuar usando a visibilidade ruim como cobertura; vigias russos avistaram por volta do mesmo momento aquilo que erroneamente acharam ser um submarino inimigo. Esta ameaça levou o Rurik a recuar, o que permitiu que os alemães fugissem.

#### Fim de carreira

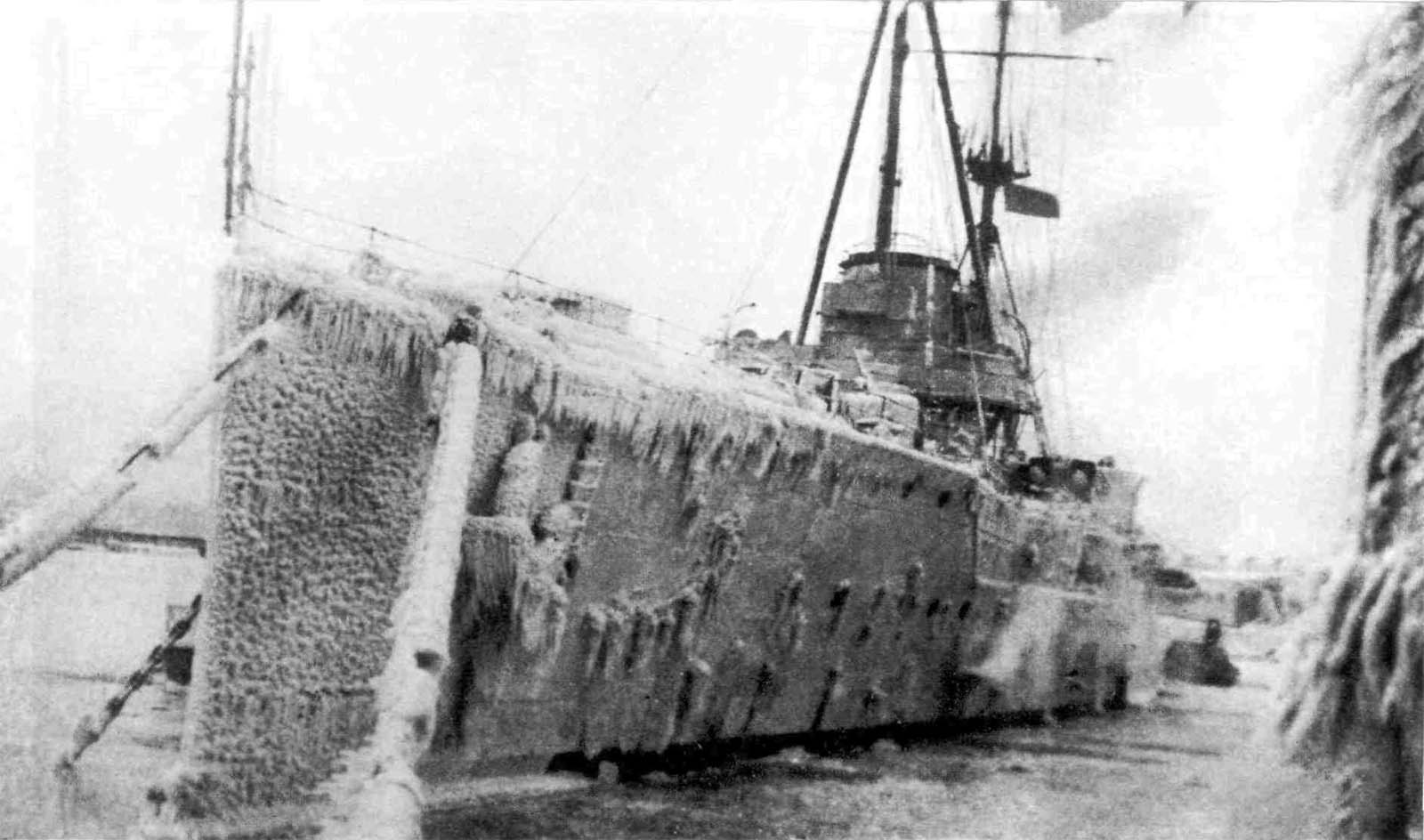
O Rurik em Kronstadt em 1918

O Rurik partiu em 11 de novembro para criar um campo minado com 560 minas próximo da Gotlândia. Outra missão semelhante ocorreu em 6 de dezembro, desta vez colocando mais setecentas minas na área. Os alemães, em consequência das minas russas e ataques de submarinos britânicos, concluíram que não era mais seguro operar navios capitais no Báltico. O Rurik foi enviado em várias surtidas pelo Báltico a partir de junho de 1916 em busca de navios mercantes alemães, mas conseguiu encontrar e afundar apenas um. Ele estava navegando perto da ilha de Hogland em 7 de novembro quando bateu em uma mina alemã e ficou seriamente danificado. Permaneceu sob reparos até abril de 1917, período durante o qual seu mastro de vante foi substituído por um mastro de tripé.
A Revolução Russa começou em março de 1917 e os bolcheviques tomaram o poder em novembro. O novo governo encerrou a participação russa na guerra março seguinte no Tratado de Brest-Litovski. Como parte deste tratado, a Finlândia conquistou sua independência, o que forçou a frota russa a abandonar sua principal base em Helsingfors e ir para Kronstadt em outubro, onde o Rurik permaneceu pelos três anos seguintes. Foi inicialmente listado para preservação em 21 de maio de 1921, sendo desarmado e tendo seus sistemas mais úteis removidos para serem preservados em terra. Entretanto, a condição do navio se deteriorou até 1923 e a Frota Naval Militar Soviética decidiu desmontá-lo. Foi removido do registro naval em 1º de novembro e rebocado para Petrogrado, onde foi desmontado entre 1924 e 1925. Seus canhões de 203 milímetros foram depois reutilizados como baterias costeiras.